# Gulbröstad lorikit
Gulbröstad lorikit (Trichoglossus capistratus) är en fågel i familjen östpapegojor inom ordningen papegojfåglar.

## Utseende och läte
Gulbröstad lorikit är en vacker långstjärtad grön papegoja med lila huvud, röd näbb och som namnet avslöjar tydligt gult på bröstet, men även i ett halsband. I flykten syns gult på vingarnas undersidor tydligt. Ungfågeln har brun näbb och är mattare i färgerna. Timorlorikiten är mindre och saknar det purpurfärgade huvudet. Arten avger regelbundet öronbedövande skrin.

## Utbredning och systematik
Gulbröstad lorikit återfinns på östra Små Sundaöarna och delas upp i tre underarter:
- T. c. fortis – Sumba
- T. c. capistratus – Timor
- T. c. flavotectus – Wetar och Romang

Tidigare behandlades den som en del av artkomplexet Trichoglossus haematodus, men urskiljs numera allmänt som egen art.

## Levnadssätt
Gulbröstad hittas i olika skogstyper i låglänta områden. Den uppträder i par eller smågrupper.

## Status
Trots det begränsade utbredningsområdet och det faktum att den minskar i antal anses beståndet vara livskraftigt av internationella naturvårdsunionen IUCN.